# 坚昆都督府
坚昆都督府是唐朝前中期的一个都督府，故治在今俄罗斯叶尼塞河上游一带。坚昆，中国古代北方少数民族名。唐代又称“黠戛斯”，元代称“吉尔吉斯”，清代称为“布鲁特”。

## 历史
坚昆在漠北各族中是具有较强实力的一支，“坚昆本强国也，地与突厥等。”
贞观六年（公元632年），偃师尉王义宏曾受命出使坚昆，这是唐朝与坚昆建立联系的最早记录。
唐贞观十七年（公元643年），在坚昆脱离东突厥的羁绊之后，派使者入唐，“贡貂裘和貂皮”，与唐朝开始政治、经济往来。
贞观二十二年（648年），铁勒结骨（黠戛斯、Yenisei Kirgiz）部族内附，唐设坚昆都督府，以其首领失钵屈阿栈为都督，隶燕然都护府。663年转隶属于瀚海都护府，669年隶属于安北大都护府。
武周长寿二年（693年），安北大都护府所属漠北诸部均为后突厥汗国吞并，坚昆都督府才终结建制，前后存在45年。唐乾元年间（759年）坚昆为回鹘汗国所征服。
公元840年，坚昆灭回鹘，建立黠戛斯汗国，与唐关系甚密。时黠戛斯拥众数十万，胜兵八万，多次助唐征突厥和李克用之乱。